# Culex novaeguineae
Culex novaeguineae är en tvåvingeart som först beskrevs av Neal L. Evenhuis 1989.  Culex novaeguineae ingår i släktet Culex och familjen stickmyggor. Inga underarter finns listade i Catalogue of Life.